# Kimiko Date
Kimiko Date, w latach 2001–2016 występowała pod nazwiskiem Date-Krumm (jap. クルム伊達公子 Kurumu Date Kimiko; ur. 28 września 1970 w Kioto) – japońska tenisistka, występująca na światowych kortach od 1989 do 2017 roku, półfinalistka Australian Open 1994, French Open 1995 i Wimbledonu 1996 w grze pojedynczej, półfinalistka Mistrzostw WTA 1994 w grze pojedynczej, klasyfikowana w rankingu WTA na 4. miejscu w grze pojedynczej (1995) i na 28. miejscu w grze podwójnej (2015), mistrzyni igrzysk azjatyckich 1994 w grze pojedynczej, reprezentantka Japonii w Pucharze Federacji, Pucharze Hopmana i na letnich igrzyskach olimpijskich. Tenisistka praworęczna z oburęcznym backhandem, naturalnie leworęczna. Jest najstarszą osobą w erze open, która dotarła do trzeciej rundy Wimbledonu. Dokonała tego w 2013 roku, w wieku 42 lat.

## Życie prywatne
1 grudnia 2001 poślubiła w Tokio niemieckiego kierowcą rajdowego, Michaela Krumma i odtąd używała oficjalnie podwójnego nazwiska Date-Krumm. Poza japońskim, posiada obywatelstwo niemieckie i szwedzkie.
27 września 2016 para ogłosiła swój rozwód, za porozumieniem stron. Tenisistka powróciła do nazwiska panieńskiego w 2017 roku.

## Kariera tenisowa
Kimiko Date rozpoczęła treningi tenisowe w wieku siedmiu lat. Naturalnie leworęczna, została nauczona gry prawą ręką. W grudniu 1987 zadebiutowała w juniorskich rozgrywkach Międzynarodowej Federacji Tenisowej, dochodząc do półfinału deblowego Orange Bowl na Florydzie. W czerwcu 1988 doszła do trzeciej rundy Wimbledonu, pokonana przez Orawan Thampensri.
Status profesjonalnej tenisistki otrzymała w marcu 1989.

### Gra pojedyncza
W listopadzie 1988 roku wygrała pierwszy kobiecy turniej ITF w Kioto, ogrywając w finale najwyżej rozstawioną rodaczkę Mayę Kidowaki. Tą samą zawodniczkę pokonała tydzień później w finale w Matsuyama. 21 listopada po raz pierwszy została sklasyfikowana w rankingu WTA. W zawodach WTA Tour zadebiutowała w kwietniu 1989 w Tokio. Przeszła tam eliminacje, a następnie doszła do trzeciej rundy, odprawiona przez Kumiko Okamoto. Swój pierwszy profesjonalny mecz wygrała z Mayą Kidowaki 6:1, 6:0. Wiosną wygrała trzy z rzędu imprezy ITF: w Sutton, Lee on Sol i Queens, a w efekcie zapewniła sobie miejsce w gronie dwustu najlepszych tenisistek globu. Tym sposobem dostała się do głównej drabinki swojego pierwszego turnieju wielkoszlemowego – French Open 1989. Przeszła eliminacje i w pierwszej rundzie pokonała Michelle Casati, by potem przegrać z Niemką Martiną Pawlik. Wkrótce wystąpiła w zmaganiach w Birmingham, kończąc je dopiero po ćwierćfinałowym meczu z Ziną Garrison (5 WTA). Ta sama zawodniczka wyeliminowała ją w pierwszej rundzie Wimbledonu dwa tygodnie później.
Rok 1990 rozpoczęła od awansu do ćwierćfinału w Brisbane, który przegrała z Rachel McQuillan, ale wynik ten zapewnił jej wejście do czołowej setki rankingu WTA. W trzeciej rundzie Australian Open ograła rozstawioną z jedenastym numerem Pam Shriver, ale w następnym starciu uległa Helenie Sukovej. Do tamtej pory był to jej najlepszy rezultat wielkoszlemowy.
Przełomowym wydarzeniem w jej karierze okazał się turniej w Los Angeles latem 1991 roku. Wystartowała w nim jako zawodniczka numer 112 listy WTA i przeszła eliminacje. Już w pierwszej rundzie odprawiła rozstawioną z piątym numerem Leilę Meschi, a w kolejnej Yayuk Basuki (39 WTA). Następnie okazała się lepsza od Jo Durie i trzeciej tenisistki świata, Gabrieli Sabatini. W finale musiała uznać wyższość Moniki Seles. Tym sposobem awansowała na 32. miejsce w rankingu WTA, według notowań z 12 sierpnia.
Sabatini zrewanżowała się Date w styczniu 1992 w półfinale w Tokio. Japonka jedną rundę wcześniej odnotowała jednak przekonujące zwycięstwo nad Arantxą Sánchez Vicario (5 WTA). Tydzień później zameldowała się w półfinale w Osace, wyeliminowana przez Helenę Sukovą. Swój pierwszy tytuł WTA w karierze zdobyła w kwietniu, triumfując w Tokio. W dwóch ostatnich meczach pokonała najwyżej rozstawione zawodniczki w drabince tamtych zawodów – Amy Frazier (18 WTA) i Sabine Appelmans (22 WTA). Awansowała na siedemnaste miejsce listy światowej. We French Open doszła do czwartej rundy, zatrzymana przez Sanchez Vicario. Latem po raz pierwszy wzięła udział w letnich igrzyskach olimpijskich, w Barcelonie.
W lutym 1993 awansowała do finału w Osace, wygrywając z Magdaleną Maleewą i Laurą Arraya, a ulegając w meczu o puchar Janie Novotnej. Kolejny ważny rezultat przyniósł jej turniej w Miami, gdzie znalazła się w półfinale, eliminując po drodze Mary Joe Fernández. Drugi tytuł WTA wywalczyła w kwietniu przed własną publicznością w Tokio. W finale oddała cztery gemy Holenderce Stephanie Rottier. Jesienią dostała się do pierwszego wielkoszlemowego ćwierćfinału. Dokonała tego na nowojorskich kortach Flushing Meadows. W trzeciej rundzie ograła Anke Huber (10 WTA), w czwartej Janę Novotną, a w ćwierćfinale po zaciętym pojedynku okazała się słabsza od Manueli Maleewej. Na zakończenie sezonu przedostała się do finału w Tokio, dodając do swojej kolekcji zwycięstw wiktorię nad Lindsay Davenport i Julie Halard.
W styczniu 1994 wygrała trzeci turniej WTA, tym razem w Sydney. Pokonała tam najwyżej rozstawioną Conchitę Martínez w ćwierćfinale, potem Patty Fendick w półfinale i Mary Joe Fernandez w finale. Wynik ten zapewnił jej awans na 9. miejsce w rankingu WTA. Na wyżej notowaną rywalkę trafiła dopiero w ćwierćfinale Australian Open – była nią Martinez, Date triumfowała po trzech setach walki. W półfinale nie znalazła jednak sposobu na dominującą w rozgrywkach Steffi Graf. Był to dla Japonki pierwszy półfinał wielkoszlemowy w karierze. Kolejny turniej WTA wygrała wiosną w Tokio po finale z Amy Frazier.
Latem awansowała do półfinału w Montrealu i ćwierćfinału US Open (obydwa przegrała z Sanchez Vicario). Zakwalifikowała się do Mistrzostw WTA i tam w jednej czwartej finału wyeliminowała Martinez po tie-breaku trzeciego seta, by potem ulec Sabatini. Została pierwszą Japonką w historii, która została sklasyfikowana w czołowej dziesiątce rankingu WTA (kilka lat później dokonała tego samego Ai Sugiyama).
Jako ósma zawodniczka świata doszła do półfinału w Sydney w styczniu 1995, gdzie skreczowała w pojedynku z Lindsay Davenport. W lutym wygrała zmagania w Tokio, eliminując kolejno Conchitę Martinez, Ivę Majoli i rewanżując się Amerykance Davenport. Wiosną awansowała do finału w Miami. Do jednej drugiej finału dostała się bez większych problemów, dopiero tam po trzech setach i dwóch tie-breakach odprawiła Sabatini. Puchar oddała jednak w ręce wiceliderki światowych klasyfikacji, Steffi Graf. W kwietniu znalazła się jeszcze w finale Japan Open. W maju przegrała finał w Strasburgu z Davenport, ale odgryzła się Amerykance w czwartej rundzie French Open. Lindsay zdołała wówczas ugrać zaledwie siedem gemów. Tymczasem Date w ćwierćfinałowym pojedynku nie dała szans Majoli, ale w walce o miejsce w finale nie dała rady numerowi jeden listy WTA, Sanchez Vicario. Na kortach trawiastych osiągnęła ćwierćfinały w Eastbourne i Wimbledonie. W Mistrzostwach WTA pokonała Novotną, ale została wyeliminowana przez Huber. 13 listopada awansowała na najwyższe w karierze, 4. miejsce w rankingu singlistek. Wówczas została najwyżej notowaną Azjatką w tej klasyfikacji w historii; jej rekord wyrównała dopiero w 2011 roku Chinka Li Na.
W styczniu 1996 doszła do półfinału w Sydney, pokonana 2:6, 6:4, 5:7 przez Davenport. W marcu po raz pierwszy w karierze zawędrowała do półfinału w Indian Wells, a dwa tygodnie później zagrała także w ćwierćfinale w Miami. W kwietniu wygrała zmagania w Tokio, pokonując w jednej drugiej finału swoją rodaczkę Sugiyamę. W kwietniowych rozgrywkach o Puchar Federacji po raz pierwszy w życiu wygrała ze Steffi Graf, wynikiem 7:6(7), 3:6, 12:10. Osiągnęła czwartą rundę French Open, a potem półfinał Wimbledonu – najlepszy jej rezultat na kortach All England Tennis Club i trzeci wielkoszlemowy półfinał w karierze. Okazała się słabsza właśnie od Graf, po trzech setach gry. W lipcu doszła do ćwierćfinału letnich igrzysk olimpijskich w Atlancie. W sierpniu została mistrzynią zawodów w San Diego po finale z Vicario. We wcześniejszych fazach ograła Sabatini i Martinez. Po porażce w półfinale w Tokio z Monicą Seles ogłosiła, że planuje zakończenie kariery sportowej. Wystąpiła w Mistrzostwach WTA, gdzie najpierw wygrała z Seles, która poddała pojedynek, a potem uległa 1:6, 2:6 Martinie Hingis i faktycznie przeszła na sportową emeryturę. 23 grudnia jej nazwisko zostało zdjęte z tenisowych klasyfikacji (zajmowała wówczas ósme miejsce), a w czołowej dziesiątce rankingu WTA spędziła 149 tygodni.
6 kwietnia 2008, prawie dwanaście lat po ogłoszeniu swojej decyzji, poinformowała, że planuje wznowienie tenisowej kariery. Miała wówczas trzydzieści siedem lat. Date, która w czasie przerwy w występach wyszła za mąż za niemieckiego kierowcę rajdowego Michaela Krumma, wystartowała w eliminacjach zawodów ITF w Gifu. Kwalifikacje przeszła i trafiła do drabinki głównej, gdzie w pierwszej rundzie pokonała rozstawioną z numerem piątym rodaczkę Rikę Fujiwarę 2:6, 6:4, 6:4. W ćwierćfinale zwyciężyła turniejową jedynkę, Aiko Nakamurę. Zawodniczka sprawiła sensację, pokonując następnie Melanie South i Tamarine Tanasugarn i zdobywając swój pierwszy zawodowy tytuł po kilkunastoletniej przerwie.
Po wygraniu kilku kolejnych zmagań ITF spróbowała swoich sił w kwalifikacjach do turnieju WTA w Tokio, jako zawodniczka numer 251 w rankingu. Ograła Casey Dellacqua (48 WTA), ale przegrała z Aleksandrą Wozniak (41 WTA). Tydzień później organizatorzy zawodów w stolicy Japonii przyznali jej dziką kartę, ale w pierwszym oficjalnym meczu po powrocie Japonka zdobyła tylko cztery gemy w konfrontacji z Szachar Pe’er.
W styczniu 2009 przeszła eliminacje do wielkoszlemowego Australian Open, w turnieju głównym przegrała z Kaią Kanepi 4:6, 6:4, 6:8. Po kilku miesiącach słabszych startów wzięła udział w zmaganiach w Seulu. Od drugiej rundy grała wyłącznie z wyżej notowanymi od niej tenisistkami, Alisą Klejbanową, Danielą Hantuchovą, Mariją Kirilenko i Anabel Mediną Garrigues. Pokonała je wszystkie i sięgnęła po swoje ósme trofeum. W wieku 38 lat, 11 miesięcy i 30 dni została drugą najstarszą w historii zwyciężczynią turnieju WTA (rekord należy do Billie Jean King, w momencie wiktorii w Birmingham w 1983 liczyła sobie 39 lat, 7 miesięcy i 23 dni). Ponadto tenisistka ustanowiła rekord w najdłuższej przerwie pomiędzy zdobyciem dwóch tytułów WTA, wynoszącą 13 lat i 1 miesiąc (poprzednio była najlepsza w 1996 w San Diego). Została sklasyfikowana na 100. miejscu w rankingu singlowym. W kończącej sezon imprezie na Bali zaszła do półfinału, pokonana przez najwyżej rozstawioną Marion Bartoli.
W styczniu 2010 weszła do ćwierćfinału w Auckland, gdzie przegrała z Yaniną Wickmayer. W pierwszej rundzie French Open wygrała z dziewiątą na świecie Dinarą Safiną. Awansowała do ćwierćfinału w Seulu, a potem do kolejnego finału w Osace. W tym drugim turnieju wygrała z Samanthą Stosur (8 WTA), Szachar Pe’er (13 WTA), a okazała się słabsza od Tamarine Tanasugarn. Był to najstarszy znany finał w historii kobiecego tenisa, obie jego uczestniczki liczyły bowiem razem 73 lata. W Tokio wygrała z Mariją Szarapową, a na Bali z Danielą Hantuchovą i Li Na.
Po słabszych wynikach w pierwszej części 2011 roku awansowała do ćwierćfinału w ’s-Hertogenbosch, gdzie nie sprostała Rominie Oprandi. Na koniec sezonu wystąpiła w trzech z rzędu finałach turniejów ITF, ale wypadła z grona stu najlepszych zawodniczek globu. W listopadzie 2012 doszła do finału WTA w Pune, przegrywając tam z Eliną Switoliną. W międzyczasie regularnie wygrywała zmagania w rozgrywkach Międzynarodowej Federacji Tenisowej.
W styczniu 2013 awansowała do drugiej rundy turnieju w Sydney po przejściu eliminacji, ale przegrała tam z Agnieszką Radwańską (4 WTA). Tydzień później wygrała swój pierwszy mecz w Australian Open od 1996 roku, pokonując rozstawioną z dwunastym numerem Nadieżdę Pietrową 6:2, 6:0 i została najstarszą kobietą w dziejach, która w Melbourne wygrała mecz w drabince głównej. Rekord poprawiła dwa dni później, eliminując Szachar Pe’er 6:2, 7:5. W trzecim pojedynku musiała jednak uznać wyższość Bojany Jovanovski, której uległa wynikiem 2:6, 6:7(3). Na Wimbledonie osiągnęła trzecią rundę, w której uległa dopiero najwyżej rozstawionej Serenie Williams.

## Finały turniejów WTA
| Legenda                     | Legenda |
| --------------------------- | ------- |
| Wielki Szlem                |         |
| Igrzyska olimpijskie        |         |
| WTA Tour Championships      |         |
| 1988 – 2008                 |         |
| Kategoria I                 |         |
| Kategoria II                |         |
| Kategoria III               |         |
| Kategoria IV                |         |
| Kategoria V                 |         |
| 2009 – 2020                 |         |
| WTA Premier Mandatory       |         |
| WTA Premier 5               |         |
| WTA Premier                 |         |
| WTA International Series    |         |
| WTA 125K series (2012–2020) |         |

### Gra pojedyncza 16 (8-8)
| Końcowy wynik | Nr | Data                 | Turniej         | Nawierzchnia | Przeciwniczka           | Wynik finału     |
| ------------- | -- | -------------------- | --------------- | ------------ | ----------------------- | ---------------- |
| Finalistka    | 1. | 18 sierpnia 1991     | Manhattan Beach | Twarda       | Monica Seles            | 3:6, 1:6         |
| Zwyciężczyni  | 1. | 12 kwietnia 1992     | Tokio           | Twarda       | Sabine Appelmans        | 7:5, 3:6, 6:3    |
| Finalistka    | 2. | 14 lutego 1993       | Osaka           | Dywanowa     | Jana Novotná            | 3:6, 2:6         |
| Zwyciężczyni  | 2. | 11 kwietnia 1993     | Tokio           | Twarda       | Stephanie Rottier       | 6:1, 6:3         |
| Finalistka    | 3. | 26 września 1993     | Tokio           | Twarda       | Amanda Coetzer          | 3:6, 2:6         |
| Zwyciężczyni  | 3. | 16 stycznia 1994     | Sydney          | Twarda       | Mary Joe Fernández      | 6:4, 6:2         |
| Zwyciężczyni  | 4. | 10 kwietnia 1994     | Tokio           | Twarda       | Amy Frazier             | 7:5, 6:0         |
| Zwyciężczyni  | 5. | 5 lutego 1995        | Tokio           | Dywanowa     | Lindsay Davenport       | 6:1, 6:2         |
| Finalistka    | 4. | 26 marca 1995        | Key Biscayne    | Twarda       | Steffi Graf             | 1:6, 4:6         |
| Finalistka    | 5. | 16 kwietnia 1995     | Tokio           | Twarda       | Amy Frazier             | 6:7(5), 5:7      |
| Finalistka    | 6. | 28 maja 1995         | Strasburg       | Ceglana      | Lindsay Davenport       | 6:3, 1:6, 2:6    |
| Zwyciężczyni  | 6. | 21 kwietnia 1996     | Tokio           | Twarda       | Amy Frazier             | 7:5, 6:4         |
| Zwyciężczyni  | 7. | 25 sierpnia 1996     | San Diego       | Twarda       | Arantxa Sánchez Vicario | 3:6, 6:3, 6:0    |
| Zwyciężczyni  | 8. | 27 września 2009     | Seul            | Twarda       | Anabel Medina Garrigues | 6:3, 6:3         |
| Finalistka    | 7. | 17 października 2010 | Osaka           | Twarda       | Tamarine Tanasugarn     | 5:7, 7:6(4), 1:6 |
| Finalistka    | 8. | 11 listopada 2012    | Pune            | Twarda       | Elina Switolina         | 2:6, 3:6         |

### Gra podwójna 10 (6-4)
| Końcowy wynik | Nr | Data                 | Turniej   | Nawierzchnia | Partnerka          | Przeciwniczki                        | Wynik finału    |
| ------------- | -- | -------------------- | --------- | ------------ | ------------------ | ------------------------------------ | --------------- |
| Finalistka    | 1. | 12 kwietnia 1992     | Tokio     | Twarda       | Stephanie Rehe     | Rika Hiraki Amy Frazier              | 7:5, 6:7, 0:6   |
| Zwyciężczyni  | 1. | 21 kwietnia 1996     | Tokio     | Twarda       | Ai Sugiyama        | Amy Frazier Kimberly Po              | 7:6, 6:7, 6:3   |
| Finalistka    | 2. | 20 września 2009     | Kanton    | Twarda       | Sun Tiantian       | Wolha Hawarcowa Tacciana Puczak      | 6:3, 2:6, 8–10  |
| Zwyciężczyni  | 2. | 16 października 2011 | Osaka     | Twarda       | Zhang Shuai        | Vania King Jarosława Szwiedowa       | 7:5, 3:6, 11–9  |
| Finalistka    | 3. | 26 lutego 2012       | Monterrey | Twarda       | Zhang Shuai        | Sara Errani Roberta Vinci            | 2:6, 6:7(6)     |
| Zwyciężczyni  | 3. | 15 kwietnia 2012     | Kopenhaga | Twarda       | Rika Fujiwara      | Sofia Arvidsson Kaia Kanepi          | 6:2, 4:6, 10–5  |
| Finalistka    | 4. | 14 października 2012 | Osaka     | Twarda       | Heather Watson     | Raquel Kops-Jones Abigail Spears     | 1:6, 4:6        |
| Zwyciężczyni  | 4. | 3 lutego 2013        | Pattaya   | Twarda       | Casey Dellacqua    | Akgul Amanmuradova Aleksandra Panowa | 6:3, 6:2        |
| Zwyciężczyni  | 5. | 7 kwietnia 2013      | Monterrey | Twarda       | Tímea Babos        | Eva Birnerová Tamarine Tanasugarn    | 6:1, 6:4        |
| Zwyciężczyni  | 6. | 25 maja 2013         | Strasburg | Ceglana      | Chanelle Scheepers | Cara Black Marina Erakovic           | 6:3, 3:6, 14–12 |